# 1841 Masaryk
Az 1841 Masaryk (ideiglenes jelöléssel 1971 UO1) egy kisbolygó a Naprendszerben. Luboš Kohoutek fedezte fel 1971. október 26-án.